# Hlinoš

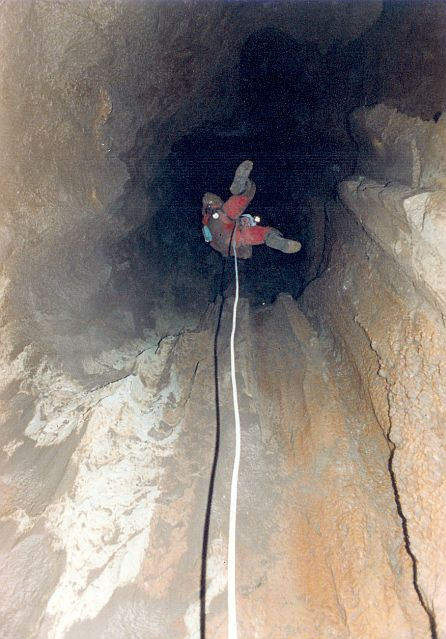
Propast Hlinoš na Dolním vrchu v Slovenském krasu. Na záběru sestup do Bílé šachty (-60 m) během výpravy jeskyňáře slovenské speleologické společnosti v létě 1997, která jako první dosáhla dna nově objevené jeskyně (-110 m). Jiskřivě bílý vykorodovaný Wettersteinský vápenec je překryt recentními povlaky splavených hlinitých sedimentů. Dobře viditelné jsou nástěnné žlaby korozního původu.

Hlinoš (číslování: 141) je dobře vyvinutá korozní propast čtvrtohorního stáří v rozvinutém stádiu vývoje. Nachází se v Slovenském krasu na planině Dolný vrch, v její východní části. Patří do katastrálního území obce Hrhov (okres Rožňava). Ústí se nachází 2 m nad plochým dnem mohutné krasové jámy blízko hranic s Maďarskem v nadmořské výšce 396 m n. m.

## Názvosloví
Název lokality byl odvozen v r. 1996 od lokálních geomorfologických poměrů - celá stráň krasové jámy i interiér všech zde přítomných povrchových i podzemních krasových útvarů je v důsledku intenzivního splachování zanesená mocnou vrstvou hnědých, mladých sedimentů. V době objevu byly intenzivně zvodnělé, v posledních letech sedimentární povlaky intenzivně vysychají, a mění se v kůry. Dochází k jejich destrukci, opadávání a hromadění na pseudodnu.

## Objev propasti
Na jaře roku 1996 byla při rekognoskaci východní části Dolného vrchu, nedaleko mohutného jasanu, nalezena iniciální deprese s kruhovým půdorysem, průměru 2,5 m a hloubkou cca 0,8 m, vyplněná hlinitým sedimentem. Během tří prolongačních akcí v prvních zimních měsících roku 1997 bylo obnaženo ústí nově objevené jeskyně a zprůchodněna její vstupní, zavalená část. K průniku došlo v hloubce 3,5 m. Prvosestup byl proveden při omezené délce lana pouze na dno Hnědé šachty (-50 m); hlavní tah propasti byl vystrojen a prozkoumán na letní výpravě v r. 1997 až do hloubky 105,4 m. V dalších letech podstatně vzrostla délka jeskyně na cca 250 m, a to díky průzkumu a z něj vyplývajících nových objevů; překročena byla i hloubka jeskyně (-110 m), a to ze starého dna. Později byla náročnými prolongačními pracemi otevřená sonda Zuzana (dnes Sesterská propast), která pravděpodobně speleogeneticky souvisí s propastí Hlinoš. Vzájemné propojení bylo zatím konstatováno pouze na základě akustické zkoušky, fyzické propojení zatím nebylo objeveno. Objev jeskyně přísluší jeskyňářům ze Slovenské speleologické společnosti. 

## Geomorfologické, geologické a speleogenetické poměry
Vertikální jeskynní systém Hlinoš-Sesterská propast je situován ve východní části plošiny planiny Dolný vrch / Alsó-hegy v Slovenském krasu. Ústí jeskyní patřících s velkou pravděpodobností do jedné veritkální jeskynní soustavy jsou situována v jižní stráni mohutné krasové jámy, v linii nad sebou. Výškový rozdíl mezi nimi činí 11 m. Výškový rozdíl mezi ústím Hlinoše a dnem Turnianské kotliny v úrovni řeky Turňa činí 210 m. Výškový rozdíl mezi novým dnem v hloubce -110 m a dnem Turnianské kotliny v úrovni Turňa představuje 100 m. Výškový rozdíl mezi novým dnem a lokální erozní bází, kterou tvoří vyvěračka Kastélykerti-forrás v obci Tornanádaska v Maďarsku, představuje 116 m.
Mateřskou horninu tvoří masivní střednotriasový Wettersteinský vápenec lagunární facie. Jeskynní prostory jsou tu výrazně tektonicky predisponované; vytvořily se v důsledku korozní činnosti vertikálně cirkulující vody podél subvertikálně až vertikálně ukloněných struktur (dislokace). V korozně vyhloubených výklencích se zde někdy hromadí sférické útvary minerálu goethit centimetrového řádu.

## Morfologie propasti
Propast tvoří relativně rozsáhlá, komplikovaná a dobře vyvinutá síť mohutných, převážně vertikálních jeskynních prostorů (šachty, komíny), oken, pseudohorizontálních pasáží, dómů. Do propasti se dá s využitím přírodních a instalovaných kotvících bodů sestoupit pomocí jednolanové techniky (Single Rope Technique). Jeskyně je v současnosti v nejvyšším, pátém stupni ochrany, patří do kategorie přírodní památky (ve smyslu Zákona č. 543 o OP a krajiny z roku 2002) a vstup do ní je bez zvláštního povolení zakázán. Dominantní prostory v jeskyni tvoří Hnědá šachta, Bílá šachta, Zadní šachta, Zadní dóm a Frank-Zahradníčkův komín. Ten byl vylezen v r. 1998 pražskými jeskyňáři. Prostory menšího rozsahu navazují na Zadní šachtu, resp. na Bílou šachtu. Dno Bílé šachty tvoří především suť různé frakce. Stěny šachet pokrývají mocné nánosy splachových sedimentů a v Zadní šachtě i sintrová výplň především ve formě nátěku. V jeskyni se však vyskytují i sintrové útvary ve formě stalagmitů (stalagmit v Hribíkově Domku), stalaktitů, i drobných sintrových forem (pizolitická výzdoba).

## význam
Propast Hlinoš indikuje mladé a intenzivně vertikální krasovatění této části Slovenského krasu. Je zajímavá ze speleoalpinistického hlediska, z hlediska speleogeneze i potenciálu, pokud jde o možnosti dalšího průniku. V roce 2008 se v jeskyni uskutečnily stopovací zkoušky s vybraným biologickým stopovačem - fágovou suspenzí bakteriofága H40/1. Propast Hlinoš je 2. nejhlubší propastí Dolního vrchu (1. Natrhnutá priepasť, 3. Obrovská propast), a v pořadí 12. nejhlubší jeskyní Slovenského krasu. V rámci žebříčku nejhlubších jeskyní na Slovensku figuruje na 37. místě.